# Betfia, Bihor
Betfia este un sat în comuna Sânmartin din județul Bihor, Crișana, România. Învecinat cu Băile Felix.

## Obiective turistice
- Rezervația naturală “Situl fosilifer de pe Dealul Șomleului” (5,0 ha).